# Identificador
Los identificadores (ID) son símbolos léxicos que nombran entidades. El concepto es análogo al de "nombres de procesamiento de la información". Nombrar las entidades hace posible referirse a las mismas, lo cual es esencial para cualquier tipo de procesamiento simbólico.

## Identificadores en lenguajes informáticos
En los lenguajes informáticos, los identificadores son elementos textuales (también llamados símbolos) que nombran entidades del lenguaje. Algunas de las entidades que un identificador puede denotar son las variables, las constantes, los tipos de dato, las etiquetas, las subrutinas (procedimientos y funciones) y los paquetes.
En muchos lenguajes algunas secuencias tienen la forma léxica de un identificador pero son conocidos como palabras clave (o palabras reservadas). Lo habitual es que si un identificador se corresponde con una palabra clave o reservada, este ya no pueda utilizarse para referirse a otro tipo de entidades como variables o constantes (en unos pocos lenguajes, como PL/1, esta distinción no está del todo clara).
Los lenguajes informáticos normalmente ponen restricciones en qué caracteres pueden aparecer en un identificador. Por ejemplo, en las primeras versiones de C y C++, los identificadores están restringidos para que sean una secuencia de una o más letras ASCII, dígitos numéricos (que en ningún caso deben aparecer como primer carácter) y barras bajas. Las versiones posteriores de estos lenguajes, así como otros muchos más lenguajes modernos soportan casi todos los caracteres Unicode en un identificador. Una restricción común es que no está permitido el uso de espacios en blanco ni operadores del lenguaje.
En lenguajes de programación compilados, los identificadores generalmente son entidades en tiempo de compilación, es decir, en tiempo de ejecución el programa compilado contiene referencias a direcciones de memoria y offsets más que identificadores textuales (estas direcciones de memoria u offsets, han sido asignadas por el compilador a cada identificador).
En lenguajes interpretados los identificadores están frecuentemente en tiempo de ejecución, a veces incluso como objetos de primera clase que pueden ser manipulados y evaluados libremente. En Lisp, éstos se llaman símbolos.
Los compiladores e intérpretes normalmente no asignan ningún significado semántico a un identificador basado en la secuencia de caracteres actual. Sin embargo, hay excepciones. Por ejemplo:
- En Perl una variable se indica utilizando un prefijo llamado sigil, que especifica aspectos de cómo se interpreta la variable en las expresiones.
- En Ruby una variable se considera automáticamente como inmutable si su identificador empieza con una letra mayúscula.
- En Fortran, la primera letra de una variable indica si por defecto es creada como entero o como flotante.